# André Ehrenberg
André Ehrenberg (* 2. Januar 1972 in Braunschweig) ist ein ehemaliger deutscher Kanute, der im Kanuslalom für die Bundesrepublik Deutschland antrat.
Ehrenberg startete für den RSV Braunschweig und den RKV Bad Kreuznach. 1993 gewann er den Deutschen Meistertitel im Einer-Canadier und zusammen mit Sandra Schmidt im gemischten Doppel; den Erfolg im gemischten Doppel konnte er 1994 wiederholen. 1995 belegte er zusammen mit Michael Senft im Zweier-Canadier den vierten Platz bei der Weltmeisterschaft in Nottingham, in der Mannschaftswertung gewannen die Deutschen Zweier-Canadier die Bronzemedaille.
1996 gewannen Ehrenberg und Senft den Deutschen Meistertitel im Zweier. Bei den Olympischen Spielen 1996 erreichten die beiden den dritten Platz und erhielten die Bronzemedaille. 1997 bei der Weltmeisterschaft im brasilianischen Três Coroas siegten die französischen Olympiasieger Franck Adisson und Wilfrid Forgues vor Ehrenberg und Senft; in der Mannschaftswertung verteidigten die deutschen Zweier ihre Bronzemedaille von 1995. 1998 gewannen Ehrenberg und Senft ihren zweiten Deutschen Meistertitel. Bei ihrer zweiten Olympiateilnahme 2000 in Sydney belegten Ehrenberg und Senft den achten Platz.
Für den Gewinn der Bronzemedaille bei den Olympischen Sommerspielen 1996 erhielten Ehrenberg und Senft das Silberne Lorbeerblatt.